# Akai Freesia
Singles de Melon Kinenbi
Kōsui
(2002) Chance of Love
(2003)
 Akai Freesia  (赤いフリージア) est le 8e single du groupe de J-pop Melon Kinenbi, sorti le 29 janvier 2003 au Japon sur le label zetima, écrit et produit par Tsunku. Il atteint la 10e place du classement de l'Oricon, et reste classé pendant cinq semaines ; il restera le single le plus vendu du groupe.
La chanson-titre figurera sur son premier album, 1st Anniversary qui sort un mois plus tard, puis sur ses compilations Fruity Killer Tune de 2006 et Mega Melon de 2008. La chanson en "face B",  Enryo wa Nashi yo! , figurera aussi sur Fruity Killer Tune ainsi que sur sa compilation de "faces B" Ura Melon de 2010.

## Liste des titres
1. Akai Freesia  (赤いフリージア?)
2. Enryo wa Nashi yo!  (遠慮はなしよ!?)
3. Akai Freesia (instrumental) (赤いフリージア...?)